# Grumman Gulfstream II

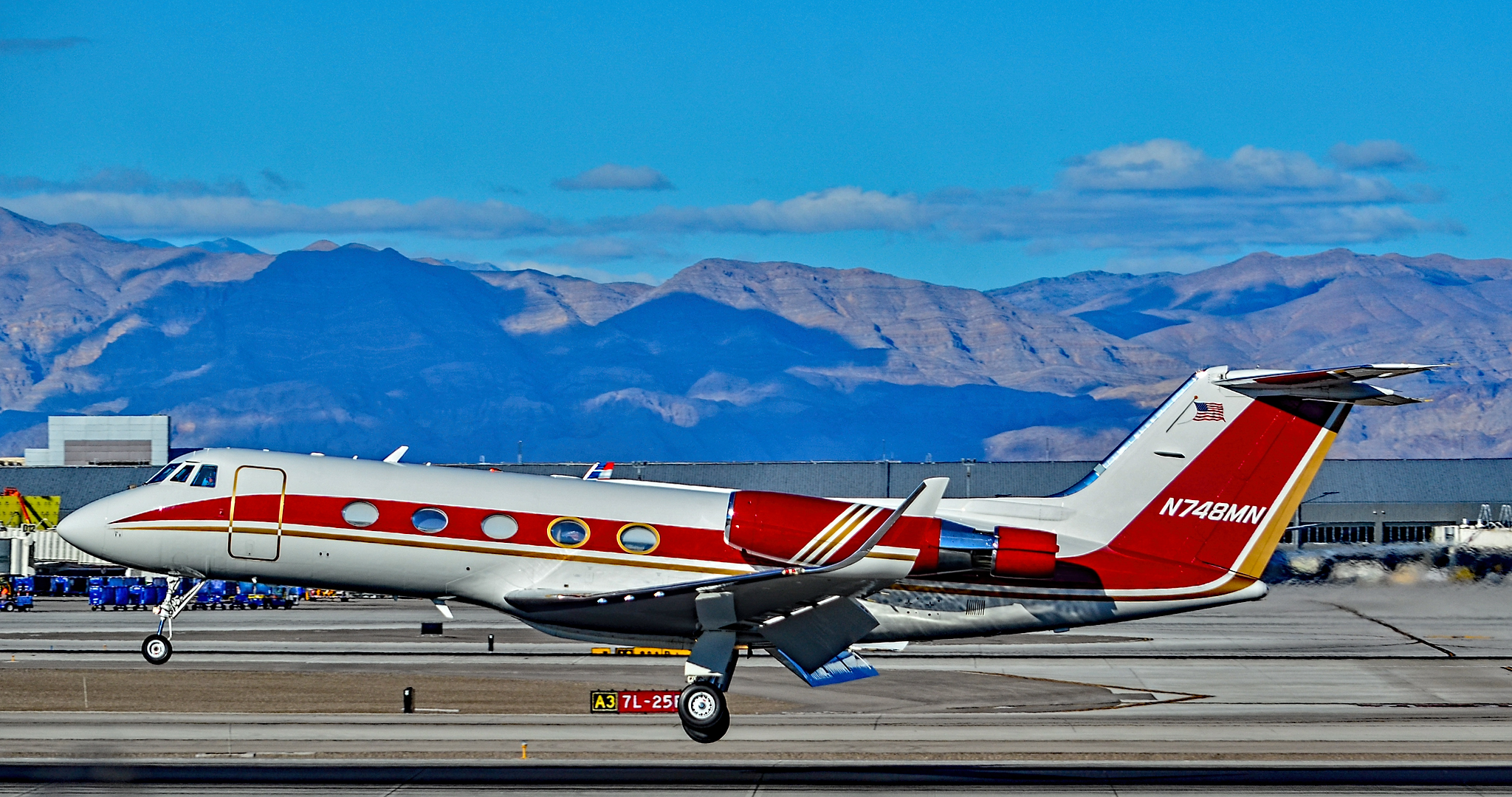
Grumman Gulfstream II Las Vegas (2016)

De  Grumman Gulfstream II is een tweemotorige laagdekker turbofan zakenjet, ontwikkeld en geproduceerd door Grumman en vervolgens door Gulfstream Aerospace . Het vliegtug is geschikt voor maximaal 19 passagiers. De eerste vlucht was op 2 oktober 1966. Er zijn 256 exemplaren van gebouwd. De productie eindigde in 1980.

## Ontwerp en historie
De Grumman Gulfstream II was in de jaren 1960 het antwoord van Grumman op de Lockheed Jetstar, Hawker Siddeley HS.125 en Dassault Falcon 20 zakenjets. Deze zakenjets van de concurrentie waren door de toepassing van turbojet motoren zowel lawaaiig als dorstig. Bovendien waren deze jets niet geschikt voor kleine vliegvelden met korte startbanen. De klanten van Grumman wensten echter niet in te leveren op het comfort en vliegbereik van hun bestaande Grumman Gulfstream I turboprop vliegtuigen. Maar de toepassing door Grumman van de tweede generatie Rolls-Royce Spey turbofans op de Gulfstream II maakte deze klantwensen mogelijk, aangezien de nieuwe Rolls-Royce turbofan motoren aanzienlijk zuiniger en stiller waren dan turbojets. 
In 1967 werd in Savannah (Georgia) een nieuwe fabriek geopend voor de bouw van de basis Gulfstream II. De klanten konden vervolgens in een speciaal afbouwcentrum zelf de kleur, interieur en avionica voor hun eigen vliegtuig uitkiezen.

## Varianten
Gulfstream II (G-1159)
Tweemotorige zakenjet voor 14 passagiers, uitgerust met twee Rolls-Royce Spey RB.168 Mk 511-8 turbofan motoren.
Gulfstream II TT
Aangepaste versie met tiptanks en een verbeterd vliegbereik. FAA gecertificeerd op 13 mei 1977.
Gulfstream IIB (G-1159B)
Versie met een grotere spanwijdte, winglets en de instrumentatie van de Gulfstream III.
Gulfstream II SP
Gulfstream II uitgerust met Aviation Partners winglets. FAA gecertificeerd in 1994.
VC-11A
Eén VC-11A is gebouwd voor de U.S. Coast Guard, uitgerust met verbeterde instrumentatie.